# Nootka-Scheinzypresse
Die Nootka-Scheinzypresse oder Nutka-Scheinzypresse (Xanthocyparis nootkatensis), auch Alaska-Zeder genannt, ist eine in Nordamerika heimische und weit verbreitet als Zierbaum gepflanzte Nadelbaumart der Zypressengewächse (Cupressaceae). Häufig ist sie unter dem älteren Namen Chamaecyparis nootkatensis (D.Don) Spach zu finden. Die Art wurde 1793 vom Biologen Archibald Menzies auf dem Nootka-Sund bei der Insel Vancouver entdeckt. Daher rühren auch ihr deutscher und ihr wissenschaftlicher Name.

## Beschreibung

### Habitus
Die Nootka-Scheinzypresse wird zwischen 23 und 38 Meter hoch und erreicht dabei Brusthöhendurchmesser von 60 bis 100 Zentimeter. Die Stammbasis des geradschaftigen Stammes ist etwas verbreitert, weist aber keine auffälligen Wurzelanläufe auf. Die schmale Krone ist locker verzweigt und erscheint deshalb durchsichtig. Die Stämme und Äste von Jungbäumen sind äußerst biegsam. Unter ungünstigen Bedingungen wächst die Nootka-Scheinzypresse auch strauchförmig.

### Belaubung
Die deutlich zugespitzten, schuppenförmigen Blätter weisen eine grüne, gelbgrüne, selten auch blaugrüne Färbung auf. Sie werden circa 3 Millimeter groß, können an raschwüchsigen Zweigen aber auch deutlich länger werden. Das obere Drittel der kantenständigen Blätter spreizt sich vom Spross ab. Man unterscheidet bei den Blättern eine Jugend- und eine Altersform. Die zugespitzten und nadelförmigen Blätter der Jugendform treten bei Bäumen bis zu einem Alter von 4 Jahren auf. Die Blätter der Altersform weisen dann die typische schuppenförmige Gestalt auf. Die Blätter sondern beim Zerreiben einen scharfen Geruch ab.

### Blüten, Zapfen und Samen

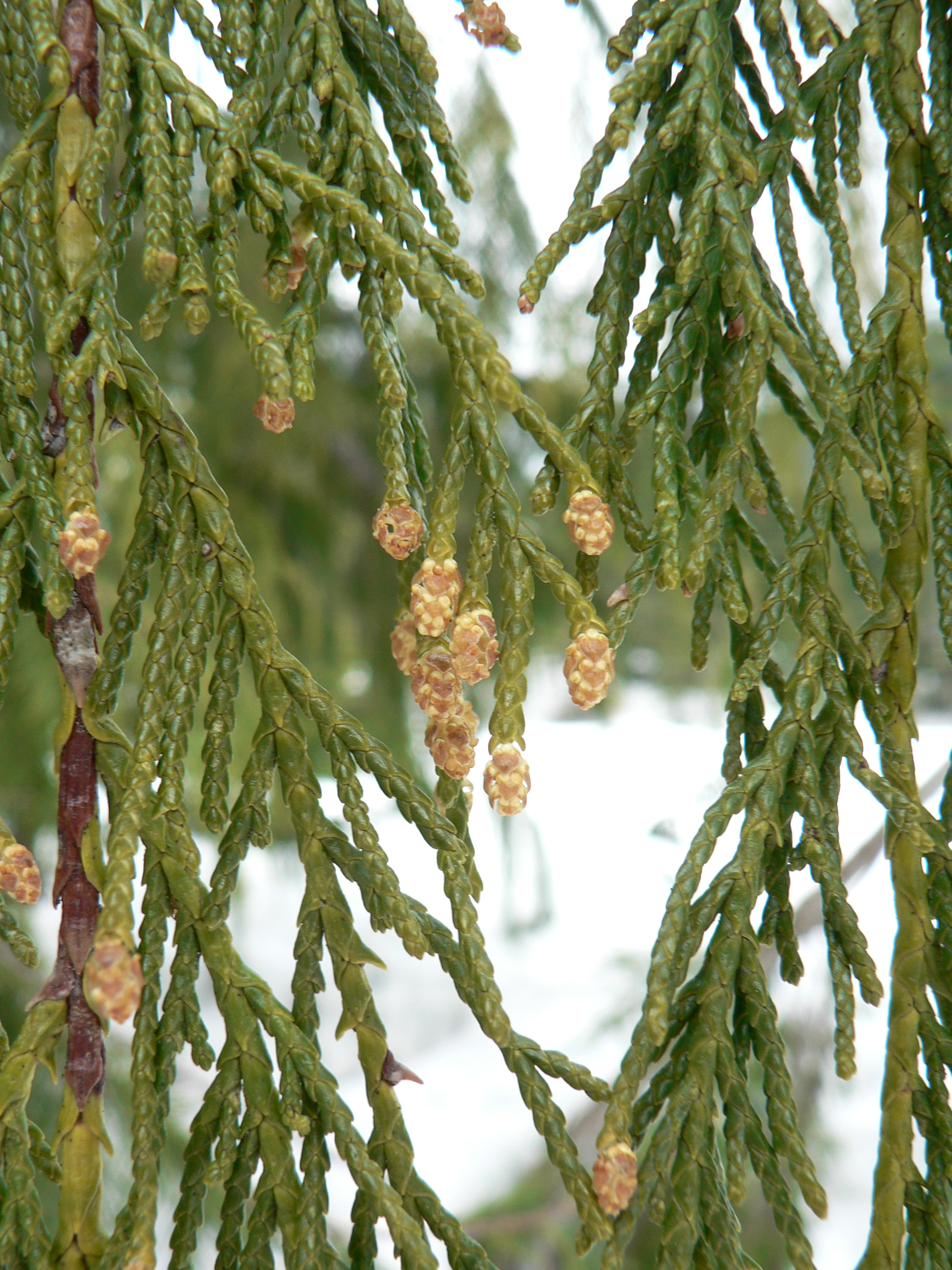
Männliche Blütenzapfen

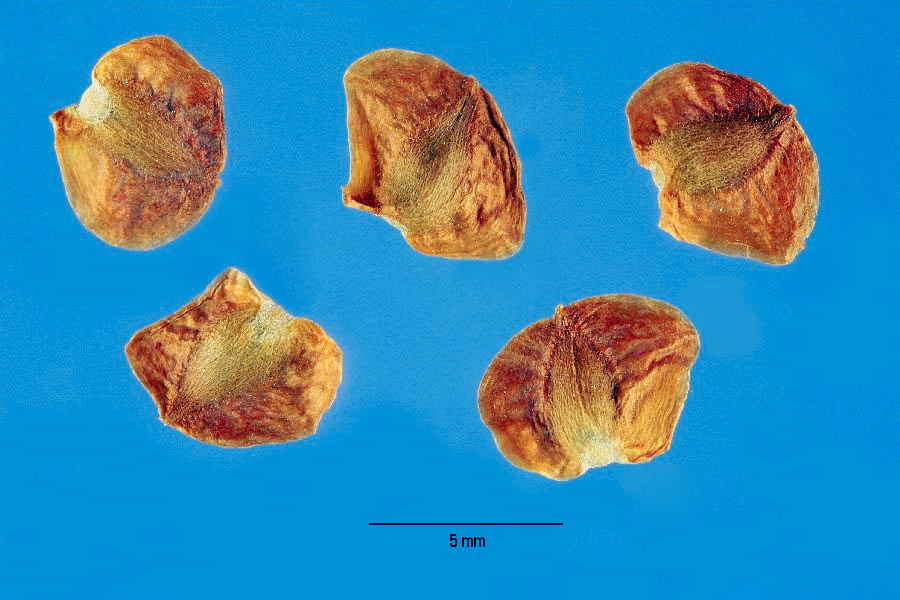
Samen

Die Nootka-Scheinzypresse ist einhäusig-getrenntgeschlechtig (monözisch). Die Blütezeit schwankt je nach Standort zwischen April und Juni. Die länglichen hellgelben männlichen Blütenzapfen werden rund 4 Millimeter groß, ebenso wie die kugelrunden, grün bis schwach rötlich gefärbten weiblichen Blütenzapfen. Sowohl die weiblichen als auch die männlichen Blütenzapfen sitzen an den Enden von jungen Trieben. Die Zapfenreife dauert zwei Jahre, nur im Süden ein Jahr. Deshalb sind auf den Zweigen sowohl reife als auch unreife Zapfen zu finden. Die jungen und noch weichen Zapfen sind grün mit roten Streifen. Die härteren reifen Zapfen sind gelbgrün und braun gefleckt. Nach der Öffnung und der Samenentlassung im Herbst oder Frühsommer sind sie braun bis grau gefärbt. Die abgeflachten rötlich braunen Samen sind 3 bis 5 Millimeter lang. Sie besitzen zwei gegenüberliegende kleine Flügel. Das Tausendkorngewicht liegt bei circa 4 Gramm.

### Rinde

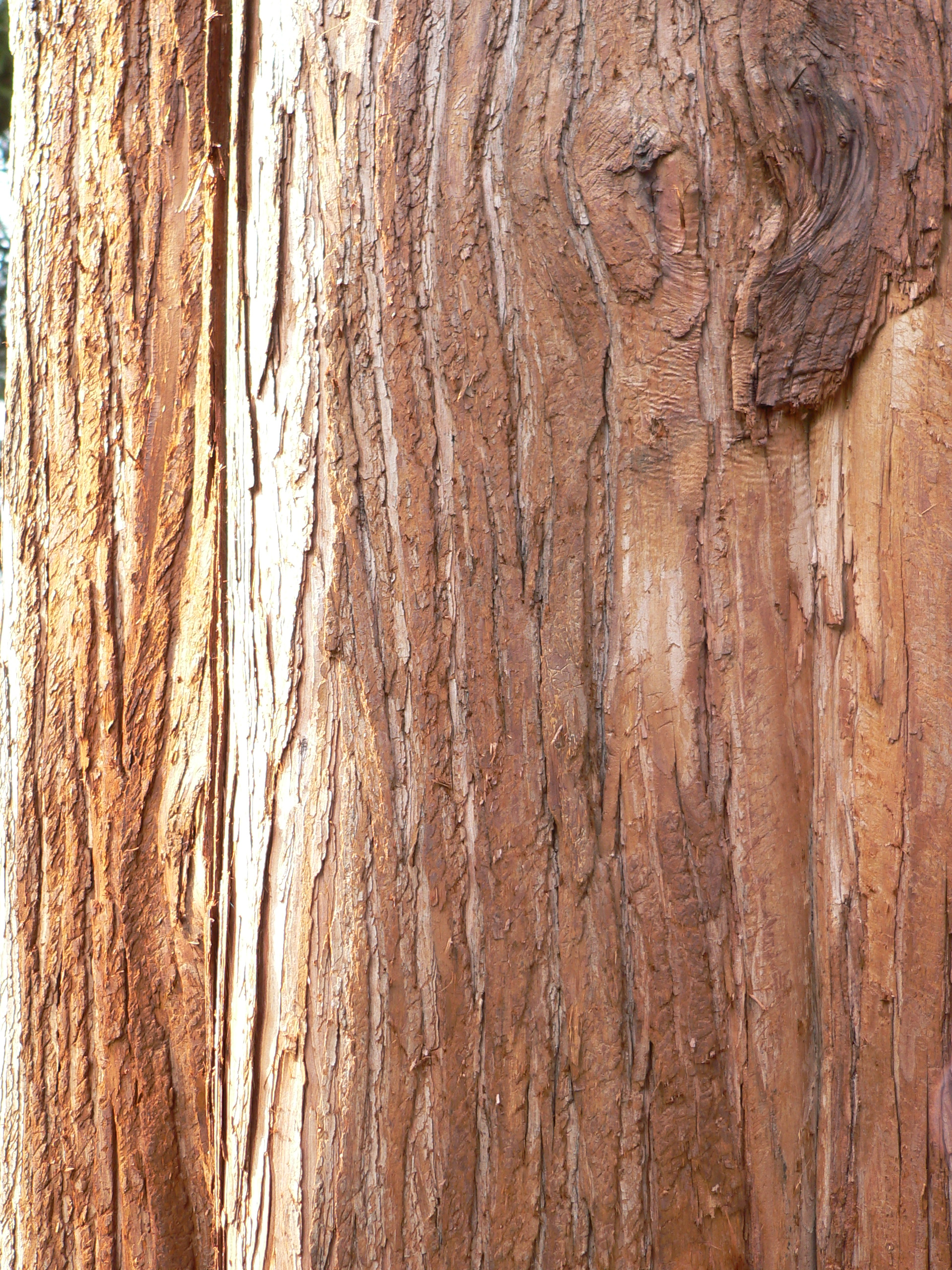
Rinde

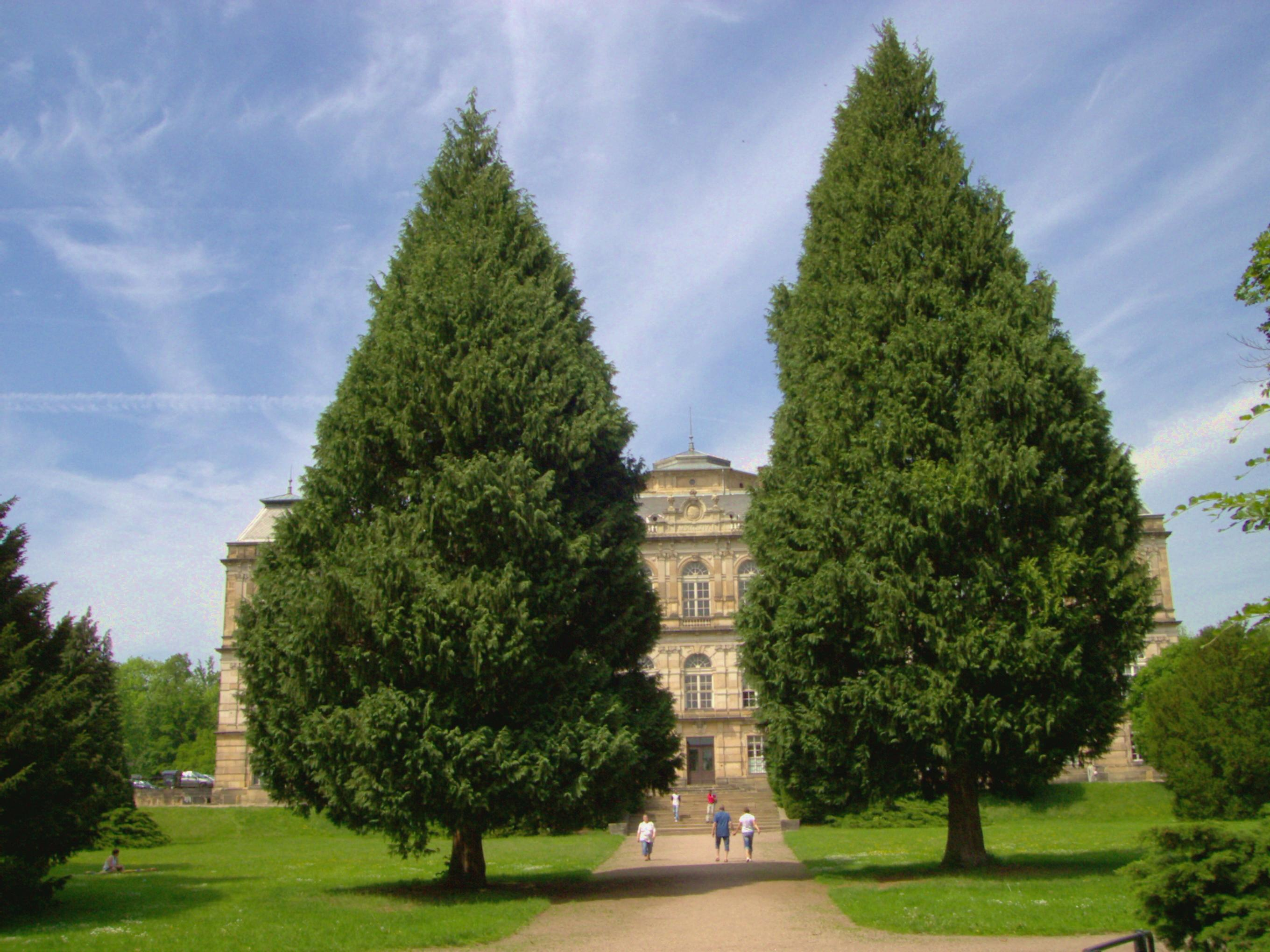
Nootka-Scheinzypressen im Gothaer Schlosspark

Die Nootka-Scheinzypresse hat eine relativ dünne Borke. Die Borke der Jungbäume ist glatt und rötlich braun gefärbt. Die Borke der Altbäume nimmt eine silbrige Farbe an und löst sich in dünnen Längsstreifen ab. Dadurch erscheint sie gefurcht. Manche Altbäume behalten die Rinde der Jungpflanzen noch bis in hohe Alter bei. Der Bast enthält gut erkennbare Harzkanäle.

### Wurzeln
Die Art bildet ein sehr flaches Wurzelsystem aus. Sie bildet Mykorrhizen aus. Es fehlen allerdings noch Informationen, mit welchen Pilzen sie diese eingeht. Die Nootka-Scheinzypresse kann sich über Wurzelbrut ausbreiten.

### Holz
Das hellgelbe Kernholz wird von einem schmalen weißen Splint umgeben und enthält keine Harzkanäle. Das Kernholz ist äußerst widerstandsfähig gegen Fäule und riecht angenehm aromatisch. Wegen des langsamen Wachstums weist es eine sehr gleichmäßige Struktur auf und es bestehen kaum Dichteunterschiede zwischen Früh- und Spätholz. Aus dem Kernholz wurden die Stoffe Channotin, Nootkatin, Chamic-Säure und Chaminic-Säure isoliert, welche zur Fäuleresistenz, zur Holzfärbung und zum Geruch beitragen. Die Darrdichte liegt bei ca. 0,46 g/cm³, die Rohdichte bei einer Holzfeuchte von 12 bis 15 % beträgt ca. 0,55 g/cm³.
| Physikalische Eigenschaften        | Wert | Einheit |
| ---------------------------------- | ---- | ------- |
| Biegefestigkeit                    | 900  | kg/cm²  |
| Druckfestigkeit parallel zur Faser | 460  | kg/cm²  |
| Zugfestigkeit senkrecht zur Faser  | 35   | kg/cm²  |
| Scherfestigkeit parallel zur Faser | 95   | kg/cm²  |

## Verbreitung und Standort
Das natürliche Verbreitungsgebiet der Nootka-Scheinzypresse erstreckt sich an der Pazifikküste Nordamerikas von den Siskiyou Mountains im nördlichen Kalifornien bis nach Port Wells am Prince William Sound in Alaska. Das Verbreitungsgebiet reicht nur rund 160 Kilometer landeinwärts. Die Nootka-Scheinzypresse ist eine Baumart des kühl-humiden Klimas. Man findet die Art in Höhenlagen von 0 bis 1.200 m. ü. NN. Sie toleriert nährstoffarme Böden, sofern genügend Feuchtigkeit vorhanden ist. Sie ist eine Schattenbaumart und bildet meist Reinbestände. Man findet sie an Wiesenrändern, Fluss- und Seeufern, in Mooren, auf steilen flachgründigen Hängen, in Lawinenzügen, auf Sickerflächen und auf Felsrücken.

## Krankheiten und Schädlinge
Die Nootka-Scheinzypresse wird nur durch wenige Schädlinge ernsthaft bedroht. Borkenkäfer der Gattung Phloeosinus bringen bereits geschwächte Bäume zum Absterben. Der Pilz Gymnosporangium nootkatense befällt Blätter und Zweige, jedoch ohne größeren Schaden anzurichten. Pilze der Gattung Apostrasseria führen bei Sämlingen zu Triebsterben und richten dadurch erhebliche Schäden an. Altbäume werde sehr häufig von Stammfäule befallen, was allerdings nur zu Stammbrüchen führt.
Sämlinge werden von Rotwild verbissen. Braunbären verursachen Stammverletzungen, die als Angriffsstelle von Schadpilzen dienen.
Das größte Problem stellt das so genannte Yellow-Cedar-Decline dar, welches auf mehr als 200.000 Hektar an der Küste Alaskas auftritt. Es führt zum Absterben der Bäume, wobei die Ursache noch nicht bekannt ist.

## Nutzung
Das Holz gilt als eines der wertvollsten in Nordamerika. Es findet im Hausbau, in der Kunstschreinerei und im Möbelbau Verwendung. Holz geringer Qualität wird zur Herstellung von Zaunpfählen, Sitzen und Schiffdecks verwendet. Wegen des angenehmen Aromas ist es auch ein beliebtes Brennholz. Die Nordwestküstenvölker fertigen Kanupaddel, Totempfähle und Haushaltsgeräte aus dem Holz der Nootka-Scheinzypresse. Mit der Rinde wurden früher Häuser gedeckt und bis heute Chilkat-Textilien hergestellt.

## Systematik
Die Nootka-Scheinzypresse wurde lange in der Gattung Chamaecyparis geführt. Die Zugehörigkeit der Art zu dieser Gattung oder zu Cupressus wurde vielfach diskutiert. Mit der Entdeckung einer neuen Art in Vietnam wurde die Gattung Xanthocyparis aufgestellt und die Nootka-Scheinzypresse in diese neue Gattung überführt. Molekulargenetische Untersuchungen bestätigten die nahe Verwandtschaft der beiden Arten. Für die Diskussion um den korrekten Namen der Gattung siehe dort. 
Die Leyland-Zypresse (×Cupressocyparis leylandii) ist ein Hybride, der bei einer ungewollten Kreuzung der Nootka-Scheinzypresse mit der Monterey-Zypresse (Cupressus macrocarpa) entstand. Es werden weiter Hybriden der Nootka-Scheinzypresse mit Cupressus arizonica var. glabra und der Mexikanischen Zypresse (Cupressus lusitanica) beschrieben.